# Đèo Cát Hãn
Đèo Cát Hãn (chữ Hán: 刁吉罕), tên Thái là Pét Lạm, hay Xo Mơ Tăng Ca Pét Lạm, là thủ lĩnh người Thái Trắng thời nhà Hồ và nhà Hậu Lê trong lịch sử Việt Nam.

## Thời Hồ và thuộc Minh
Đèo Cát Hãn là thủ lĩnh người Thái tại Mường Lễ, châu Ninh Viễn (tức Lai Châu ngày nay) thuộc vùng biên giới tây bắc giữa Việt Nam và Trung Quốc.
Năm 1407, khi quân Minh sang đánh nhà Hồ, Đèo Cát Hãn dẫn 4.000 quân ra xin hợp tác với quân Minh. Theo Minh sử, năm 1405, Đèo Cát Hãn dâng sớ lên triều đình nhà Minh tố cáo nhà Hồ đánh chiếm 7 trại Mãnh Man thuộc châu Ninh Viễn dưới quyền Đèo Cát Hãn, vốn thuộc phủ Lâm An của tỉnh Vân Nam, giết con rể của ông, bắt con gái của ông để khống chế. Trong các nguyên do mà nhà Minh viện ra khi sang đánh nhà Hồ có lý do này. Nhà Hồ lúc đó yếu thế phải trả lại Đèo Cát Hãn các trại này.
Tháng 11 năm 1427, khi khởi nghĩa Lam Sơn sắp kết thúc thắng lợi, Bình Định Vương Lê Lợi phái Chủ thư thị sử là Trần Hổ đi chiêu dụ châu Ninh Viễn. Đèo Cát Hãn đem quân và voi đến quy thuận nhà Lê. Bình Định Vương chấp thuận và vẫn để Đèo Cát Hãn tiếp tục cai quản vùng đất này.

## Thời Hậu Lê

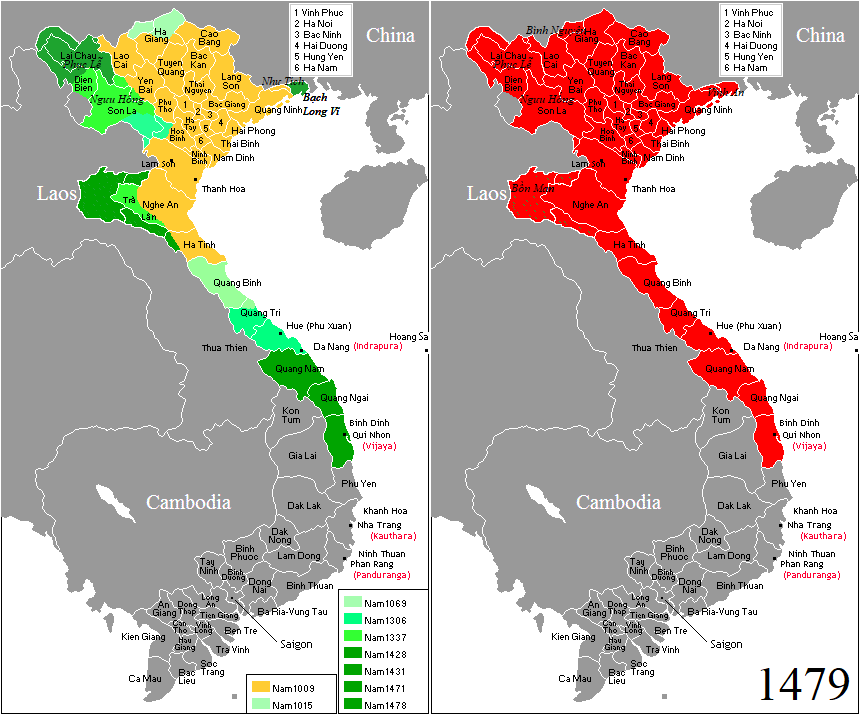
Châu Phục Lễ trong lãnh thổ Việt Nam thời nhà Lê sơ (1428-1527).

Sau khi Đại Việt hoàn toàn độc lập sau khởi nghĩa Lam Sơn, Đèo Cát Hãn lại nổi lên chống triều đình, chiếm hai lộ Quy Hóa (Lào Cai) và Gia Hưng (khoảng giữa sông Mã và sông Đà) và tấn công Mương Mỗi (Sơn La). Con ông là Đèo Mạnh Vượng làm tri châu.
Năm 1431, vua Lê Thái Tổ phái hoàng tử Lê Tư Tề và quan tư khấu Lê Sát đem quân tiến đánh. Sau đó vua Lê Thái Tổ thân chinh đem quân lên châu Ninh Viễn. Đại quân của nhà Lê tiến theo đường từ sông Hồng rồi ngược sông Đà bằng đường thủy và đường bộ, đánh tan quân của Đèo Cát Hãn. Trận này quân nhà Lê toàn thắng, bắt được thuộc hạ và dân chúng của Đèo Cát Hãn tới 3 vạn người.
Đầu năm 1432, vì bị quân nhà Lê lên đánh dẹp, Đèo Cát Hãn đầu hàng, rồi bị bắt về kinh đô, nhưng rồi lại được tha, và được phong làm quan. Châu Ninh Viễn bị đổi tên thành châu Phục Lễ. Lê Lợi trên đường về cho khắc thơ trên núi đá để ghi lại chiến công này.
Theo Minh sử, khi Đèo Cát Hãn bị quân nhà Lê lên đánh dẹp, đô ty nhà Minh tại Vân Nam cấp báo về triều đình, xin phát 6.000 quân theo Mộc Thạnh sang ứng cứu. Theo Vân Nam Bắc Chi, nhà Minh ủy thác cho Mộc Ngang em trai Mộc Thạnh, đang phụ trách đạo quân Vân Nam chuẩn bị đánh Lê Lợi cứu Hãn nhưng Ngang thoái thác. Vua Minh từ chối, nói rằng người Man, Di phản phúc khó lường, khi trước quân Minh sang đánh Lê Lợi, có huy động 7.000 quân tại châu Ninh Viễn theo hỗ trợ, nhưng thổ binh không ra, lại còn ngầm giúp Lê Lợi. Nhà Minh không cho phát binh, lệnh cho các quan tại Vân Nam chỉ tra xét diễn biến tình hình.
Các sử liệu Việt Nam ghi lại không thống nhất, có tài liệu viết tiếp đó Đèo Cát Hãn phạm tội bị giết, có tài liệu chỉ ghi là Đèo Cát Hãn chết, con được nối chức.

## Trong sử thi
Ta Ngần (sinh thời khoảng 1372 – 1418) chúa người Thái Đen cai quản vùng Mường Mỗi (Thuận Châu Sơn La), là con rể của chúa Mường Lay (Lai Châu). Pét Lạm, tức Đèo Cát Hãn, lấy con gái Pét Lạm là nàng Xen Mương. Khoảng những năm trị vì của vua Xam Xen Tày (Samsenethai), nước Lan Xang và Tiên vương nước này đã mất, (tức khoảng năm 1393, tương đương với thời vua Trần Thuận Tông), Tiên chúa Mường Mỗi là Ta Cằm, cha của Ta Ngần mất. Ta Ngần báo tin cho các em là Ta Đếch (cai quản Mường La (nay là thành phố Sơn La), Ta Tòng chủ đất Mường Mụa về dự tang. Nhưng Ta Đếch, Ta Tòng kéo quân dưới quyền cùng quân đánh thuê từ Mường Lay về đánh chiếm Mường Mỗi. Nàng Xen Mương vợ Ta Ngần, con gái Pét Lạm, đứng lên quát mắng quân phản nghịch. Quân phản nghịch xấu hổ lui quân. Sự kiện này có thể là cớ mà nhà Minh đổ tội cho nhà Hồ thêu dệt làm cớ khiêu chiến năm 1407.